# Аббаспур, Байтоллах
Байтоллах Аббаспур (англ. Baitollah Abbaspour; 11 марта 1979, Йезд, Иран — 25 августа 2015) — профессиональный иранский культурист. Победитель конкурсов «Nordic Pro 2013», «Чемпионат Мира любительский 2008» — 1-е место в первом среднем весе, «Чемпионат Мира любительский 2003» — 1-е место в полусреднем весе.

### История выступлений
- Соревнование - Место
- Мистер Олимпия 2013 - 16-е место
- Нордик Про 2013 - 1-е место
- Про Бодибилдинг Уикли 2013 - отказался участвовать
- Мистер Европа Про 2013 - 2-е место
- Арнольд Классик Бразилия 2013 - 10-е место
- Фибо Пауэр Про 2013 - 12-е место
- Мистер Олимпия 2012 - 17-е место
- Нордик Про 2012 - 4-е место
- Мистер Европа Про 2012 - 3-е место
- Фибо Пауэр Про 2012 - 4-е место
- Чемпионат Мира любительский 2008 - 1-е место в категории Первый средний вес
- Чемпионат Мира любительский 2007 - 4-е место в категории Первый средний вес
- Чемпионат Мира любительский 2005 - 3-е место в категории Полусредний вес
- Чемпионат Мира любительский 2003 - 1-е место в категории Полусредний вес

## Смерть
25 августа 2015 года Байтоллах Аббаспур скончался от васкулита. Ему было 36 лет. У Байтоллаха осталась жена и двое детей.

## Байтоллах Аббаспур в профессиональных рейтингах
- 26 Рейтинг мужчин профессионалов IFBB по бодибилдингу 2013 года 31.03.2013